# 금정산성 부설비
금정산성 부설비(金井山城 復說碑)는 부산광역시 금정구 장전동에 있는 금정산성의 면모를 새롭게 한 사실을 기념하기 위해 세운 비석이다. 1972년 6월 26일 부산광역시의 기념물 제15호 금정산성부설비로 지정되었다가, 2014년 9월 3일 금정산성 부설비로 띄어쓰기를 적용하여 문화재 지정 명칭이 변경되었다.

## 현지 안내문
우리나라 최대의 산성인 금정산성을 보수한 뒤 산성의 면모를 새롭게 한 사실을 기념하기 위해 세운 비이다. 현재 금정초등학교에서 서쪽으로 약 200m지점의 주택지 가운데 놓여있는 큰 바위 위에 자리하고 있다.
금정산성은『증보문헌비고』에 의하면 숙종 29년(1703) 감사 조태동이 동래부사 박태항으로 하여금 쌓게 한 것이다. 그러나 그 이전인 현종 8년(1667) 통제사 이지형이 왕에게 금정산성을 보수할 것을 건의하는 기록이 있어 이보다 더 오래된 시기에 제작된 것으로 보인다. 지금 남아있는 산성의 기초는 임진왜란과 병자호란을 겪은 후인 숙종 29년(1703) 국방에 대한 새로운 인식 속에서 축성된 것이다. 그 후 순조 대에 동래부사 오한원이 성문을 수축하고 무너진 성곽을 다시 쌓아 새롭게 복원하였는데 이 비는 이때의 사실을 기록하고 있다.
비의 형태는 단순한 직사각형의 모습으로 윗모서리 양끝을 둥글게 처리했을 뿐 별다른 장식은 없다. 비의 앞면에는 금정산성을 처음 쌓은 것부터 다시 설치하게 된 경위와 부설공사의 내용이 기록되어 있고, 뒷면에는 공사를 감독한 사람들의 명단이 새겨 놓았다.
금정산성 연구의 가장 확실한 자료가 되고 있는 비로, 오한원이 이 산성을 복원한 순조 8년(1808)에 세운 것이다.

## 참고 문헌
- 이 문서에는 다음커뮤니케이션(현 카카오)에서 GFDL 또는 CC-SA 라이선스로 배포한 글로벌 세계대백과사전의 내용을 기초로 작성된 글이 포함되어 있습니다.

## 같이 보기
- 금정산성

## 참고 자료
- 금정산성 부설비 - 국가유산청 국가유산포털